# Oleg Alexandrowitsch Anissimow

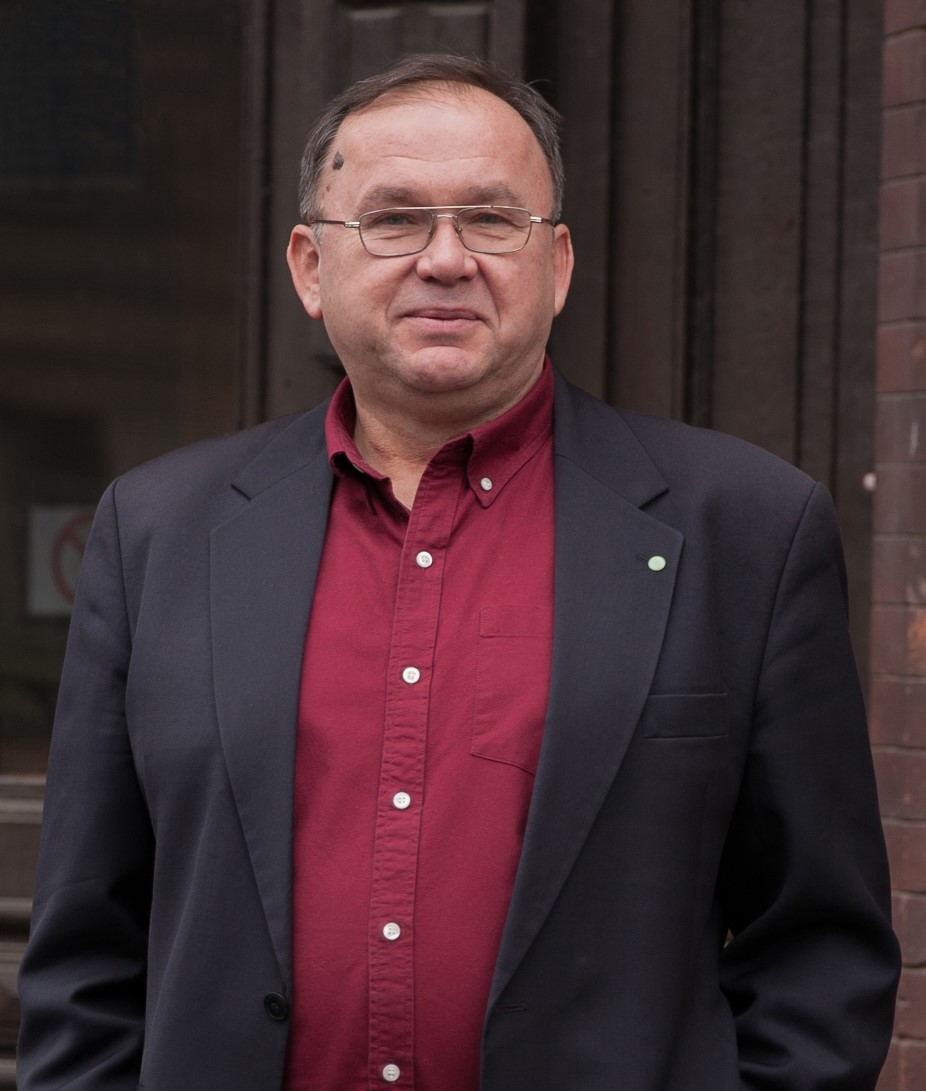
Oleg Anissimow

Oleg Alexandrowitsch Anissimow (russisch Олег Александрович Анисимов; * 16. März 1957 in Leningrad, Sowjetunion) ist ein russischer Professor der Klimatologe, der seit 2001 die Abteilung Klimaforschung des Staatlichen Hydrologischen Institut in Sankt Petersburg leitet.

## Werdegang
Oleg Anissimow ist der Sohn von Nina Iwanowna Anissimow, einer Ärztin an der Poliklinik der Russischen Akademie der Wissenschaften in Leningrad, und Alexander Iwanowitsch Anissimow (1905–1976), einem Musiker und Professor des Leningrader Konservatoriums.
1974 erlangte er die Hochschulreife an der 80. Schule in Leningrad.
Von 1974 bis 1980 studierte er Physik an der Staatlichen Universität Leningrad.
Von 1980 bis 1986 arbeitete er am Hydrologischen Institut in der Abteilung für Klimaforschung unter der Leitung des Akademiemitglieds Michail Budyko.
1986 verteidigte er seine Dissertation zum Kandidaten der Wissenschaft unter der Leitung von Gennadi Menschulin und 1998 verteidigte er seine Dissertation zum Doktor der Wissenschaften in Geographie. Von 1991 bis 1992 und 1994 war er Stipendiat der Alexander-von-Humboldt-Stiftung in Deutschland.
Seit 2001 leitet er die Abteilung Klimaforschung am Staatlichen Hydrologischen Institut in Sankt Petersburg (SGI). 2007 war er Mitglied des Intergovernmental Panel on Climate Change, als diesem der Friedensnobelpreis verliehen wurde.

## Bedauern des Russischen Überfalls auf die Ukraine 2022
Während er die russische Delegation beim UN-Klimatreffen in Paris Ende Februar 2022 leitete,
drücke er sein persönliches Bedauern für den Russischen Überfall auf die Ukraine 2022 der Streitkräfte Russlands aus.

«Позвольте мне принести извинения от имени всех россиян, которые не смогли предотвратить этот конфликт», — сказал Анисимов, со слов источников. Те, кто видит происходящее, добавил он, «не находят никакого оправдания нападению на Украину»

„‚Lassen Sie mich mich im Namen aller Russen entschuldigen, die diesen Konflikt nicht verhindern konnten‘, sagte Anisimov laut Quellen. Diejenigen, die sehen, was passiert, fügte er hinzu, ‚finden keine Rechtfertigung für den Angriff auf die Ukraine‘“

Oleg Anissimow habe nach einer leidenschaftlichen Erklärung seiner ukrainischen Kollegin zur Lage in ihrem Land überraschend erklärt, er wolle „im Namen aller Russen für die Unfähigkeit, diesen Konflikt zu verhindern, um Entschuldigung bitten“. Das berichteten drei Quellen nach der Abschluss-Sitzung der 195 Mitgliedstaaten des Weltklimarats (IPCC) am Sonntag, 27. Februar 2022, der Nachrichtenagentur AFP. „Diejenigen, die sehen, was passiert, können keine Rechtfertigung für diesen Angriff auf die Ukraine finden“, zitierten die drei Quellen aus der englischsprachigen Übersetzung von Anisimows Rede. Demnach äußerte er auch seine „enorme Bewunderung“ für die Delegation der Ukraine.
Der russische Delegationsleiter hatte auf der Online-Konferenz der IPCC-Staaten Russisch gesprochen, und AFP hatte keinen Zugang zu seinem Originalbeitrag. Auf AFP-Nachfrage stellte Anissimow klar, dass seine Worte nicht als „offizielle Erklärung der russischen Delegation“ zu verstehen seien. Vielmehr „drücken sie meine persönliche Meinung und Haltung aus“.

## Wissenschaftliche Tätigkeit
Die Haupttätigkeit von Oleg Anissimow ist die Untersuchung der Folgen des Klimawandels in Russland, in der Arktis und in Permafrostgebieten.
Mitte der 1990er-Jahre entwickelte er ein mathematisches Modell des Permafrosts, das alle wesentlichen Einflussfaktoren berücksichtigt, und erhielt erstmals Prognosen zum Zustand des Permafrosts für die klimatischen Bedingungen des 21. Jahrhunderts.
Der nächste Schritt bestand darin, die Folgen der vorhergesagten Veränderungen zu verstehen, von denen die wichtigste für Russland das Risiko der Zerstörung der Infrastruktur in den Regionen des hohen Nordens ist. In einer Veröffentlichung in der Zeitschrift «Nature»  aus dem Jahr 2001 wurde ein Permafrost-Gefahrenindex vorgeschlagen, um solche Risiken zu quantifizieren, und es wurden Vorhersagekarten erstellt.
In Folgearbeiten wurde die erstellte Methode weiterentwickelt.
Für Vorhersagen wurde ein Determinismus von Einflussfaktoren auf statistisches Auftreten entwickelt und begonnen, Planungshilfen für Konstruktionsaufgaben in der Artis zu erstellen.
Risikokarten wurden differenziert nach Art der zerstörerischen geomorphologischen Prozesse und Einwirkungsarten auf verschiedene Bauwerke erstellt, Empfehlungen zur Schadensminimierung formuliert.
In einer Reihe von Arbeiten um die Wende der 1990er und 2000er Jahre wurden eine Reihe von sozioökonomischen und hydrologischen Folgen des Klimawandels untersucht.
Abschätzungen der Auswirkungen des Klimawandels auf Heizung und Klimatisierung von Gebäuden wurden eingeholt und erstmals Karten für Russland veröffentlicht, auf deren Grundlage eine Vorausplanung relevanter Ausgaben nach Regionen möglich ist; eine Prognose der Veränderungen der agroklimatischen Eigenschaften mit Differenzierung nach den Wachstumsbedingungen der landwirtschaftlichen Kulturen wird gegeben;
Die geomorphologische Instabilität von Flussläufen unter dem Klimawandel wurde untersucht.
In den 2000er Jahren wurde mit der Zuordnung von 14 Regionen auf dem Territorium Russlands mit homogenen klimatischen Veränderungen in der Neuzeit eine neue Art der Klimazonen geschaffen. Basierend auf dieser Zonierung wurde eine Methode entwickelt, um hydrodynamische Modelle zu testen und regional optimierte Ensemble-Klimaprojektionen zu erstellen, um die Folgen des Klimawandels vorherzusagen.
Ein weiterer Tätigkeitsbereich von Anissimow ist die Bestimmung des Ausmaßes des Klimawandels, der die Anpassungsfähigkeit natürlicher und sozioökonomischer Systeme übersteigt.
Derzeit wird dieses Thema in Bezug auf Permafrost und Pflanzenökosysteme in Russland untersucht. Mit Hilfe der Modellierung und Analyse von Satellitendaten wurden Karten von Permafrost, Grenzen von Vegetationszonen und Änderungen ihrer Produktivität unter den für die Mitte des 21. Jahrhunderts vorhergesagten Klimabedingungen erstellt.
Der Klimawandel wird die derzeitigen Grenzen der arktischen Biome langsam nach Norden verschieben, mit einer Steigerung der Produktivität in jeder der Vegetationszonen.
Im Allgemeinen wird dies die Ökosystemressourcen verbessern und zusätzliche Möglichkeiten für das Naturmanagement wie die Forstwirtschaft eröffnen.
Die einzige Ausnahme ist die moderne Tundrazone.
Sie wird reduziert bzw. es entstehen Risiken für traditionelle Arten der regionalen Landnutzung, wie Rentierzucht (im Autonomer Kreis der Jamal-Nenzen) und Pferdezucht (in Jakutien).
Die Ökosystemressource Permafrost wird mit dem Klimawandel überall abnehmen.
Eine Verringerung der Tragfähigkeit führt zur Gefahr von Schäden an Gebäuden und Bauwerken.
Es gibt allen Grund zu der Annahme, dass dies für Russland eine der größten Herausforderungen des Klimawandels ist.
Die Bedeutung dieser Ergebnisse liegt darin, dass sie eine Grundlage für die Landnutzungsplanung angesichts des Klimawandels liefern.
Eine Reihe von Arbeiten von Anissimow widmet sich der Untersuchung des Kohlenstoffkreislaufs im Permafrost.
Diese Arbeiten wurden unter anderem durch die von einigen Wissenschaftlern und Medien propagierte Hypothese einer „Methankatastrophe“ während des Auftauens von Permafrostsümpfen in Sibirien motiviert.
In den Jahren 2005–2007 fiel dies mit dem Höhepunkt der Verhandlungen zur Begrenzung der Treibhausgasemissionen zusammen, in denen Russland als Land, dessen Wälder mehr Kohlenstoff absorbieren als die Industrie ausstößt, in einer starken Position war.
Anissimow baute ein Modell, das den Standort und die Fläche von Sümpfen in Russland berücksichtigt, berechnete Änderungen der Intensität der Methanemission unter sich ändernden klimatischen Bedingungen und bewertete die Strahlungseinwirkung.
Die Ergebnisse zeigten, dass der Anstieg der Emissionen im Zusammenhang mit dem Auftauen von Permafrostmooren bis Mitte des 21. Jahrhunderts zu einem Anstieg der globalen Temperatur um weniger als 0,02 °C führen wird.
Diese Ergebnisse wurden von vielen Experten anerkannt, und die Hypothese einer "Methanbombe" während des Schmelzens der sibirischen Sümpfe wurde bald auch in populären Veröffentlichungen nicht mehr diskutiert.
Ab 2010 erregte das Thema „Methankatastrophe“ erneut Aufmerksamkeit, diesmal im Zusammenhang mit den Prozessen auf dem Meeresschelf der östlichen Arktis, wo die Methankonzentrationen in der Luft höher waren als in den mittleren Breiten Hintergrund.
Es wurde eine Hypothese über das Auftauen von subwässrigem Permafrost aufgestellt, wodurch das aus dem Schelf freigesetzte Hydrat entsteht.

## Internationale Tätigkeit
- Koordinierender Autor des dritten (2001)[6] 4. (2007)[7] und fünfte (2014)[8] Bewertungsberichte des Zwischenstaatlichen Ausschusses für Klimaänderungen (IPCC), Kapitel Polarregionen.
- Wissenschaftlicher Redakteur des IPCC-Sonderberichts "Ozean und Kryosphäre" (2019)
- Hauptautor des ersten (2008), zweiten (2014) und dritten (2021) Sachstandsberichts über den Klimawandel und seine Auswirkungen in Russland[9]
- Hauptautor des Berichts (2009–2010) des Arctic Council Snow, Ice and Permafrost (SWIPA) und seiner Aktualisierung (2015).
- Co-Autor eines Bewertungsberichts über die Auswirkungen des Klimawandels in der Arktis (ACIA, 2005).
- Eingeladener Redner beim Royal Colloquium on Arctic Issues, veranstaltet von Seiner Majestät König Carl XVI Gustaf von Schweden an Bord des Eisbrechers Oden (2005).
- Berater zum Problem der Folgen des Klimawandels in den Regionen des Hohen Nordens, George Washington University, USA (seit 2012 bis heute).
- Permafrost Modeling Consultant an der University of Delaware, USA (1998 bis 2009).
- Adjunct Professor an der New York University in Albany, USA (1995–1998).
- Stipendiat der Humboldt-Stiftung an der Universität Freiburg, Deutschland (1994 und 1990 bis 1992).
- Co-Leiter und Teilnehmer internationaler wissenschaftlicher Projekte mit den USA, Deutschland, Norwegen, den Niederlanden, Frankreich, Finnland und China zur Untersuchung der Auswirkungen des Klimawandels.

## Bildungsaktivitäten
- Entwicklung und Durchführung einer Vorlesung zum Einfluss des Klimawandels auf Permafrost an der North-Eastern Federal University (Yakutsk) als Gastprofessorin (Februar–Juni 2015)
- Betreuer von vier Doktoranden, von denen 3 in den Jahren 2002–2012 Dissertationen verteidigten. Entwicklung und Durchführung von Vorlesungen in englischer Sprache im gemeinsamen russisch-deutschen Masterstudiengang „POMOR“ an der Fakultät für Geographie und Geoökologie der Staatlichen Universität St. Petersburg (2005–2010): „Geschichte der Permafrostexploration im 19. – frühen 20. Jahrhundert " (2005), "Permafrost als Teil der periglazialen Umgebung" (2006), "Klima- und ökosystembedingte Veränderungen des Permafrosts und ihre Modellierung" (2007), "Geokryologische Gefahren im Zusammenhang mit dem Auftauen von Permafrost" (2008), "Permafrost , Kohlenstoffkreislauf und Klima: Erforschung der Komplexität von Wechselwirkungen und Rückkopplungen“ (2010)
- Eingeladener Dozent für den Spezialkurs „Einführung in Permafrostbeobachtungen und -modellierung“ an der Universität Helsinki (Finnland, März 2009) und der University of George Washington (USA), Abteilung für Internationale Beziehungen (2012–2013): „Herausforderungen und Möglichkeiten of the Changing Climate: the Russian Perspectiv“ (Dezember 2012), „Russian Arctic Cities in the Context of Climate Change“ (Dezember 2013)
- Veranstalter des Internetportals zum Thema Permafrost[10].